# Popscene
«Popscene» — песня альтернативной группы Blur, вышедшая 30 марта 1992 года в качестве самостоятельного сингла. Позднее «Popscene» была включена в переизданную японскую версию альбома Modern Life Is Rubbish. В чарте синглов песня достигла 32-го места.
Низкая позиция в чартах стало ударом для группы, которая в то время переживала финансовые недостатки. Выпуск следующего сингла «Never Clever» был отменен.
Британский журнал New Musical Express включил данную композицию в свой список «500 величайших песен всех времён», разместив её на 445-й позиции.

## Чарты
| UK Top 75 (1992) | Peak position |
| ---------------- | ------------- |
| UK Singles Chart | 32            |

## Варианты изданий
- 7" and Cassette

1. «Popscene»
2. «Mace»

- CD

1. «Popscene»
2. «Mace»
3. «Badgeman Brown»

- 12"

1. «Popscene»
2. «I’m Fine»
3. «Mace»
4. «Garden Central»

## Продюсирование
- «Popscene» — Стив Ловел
- «Mace», «Badgeman Brown» и «Garden Central» — Blur и Джон Смит
- «I’m Fine» — Blur